# Список плазунів Туреччини
Це список плазунів, що трапляються на території Туреччини. Фауна Туреччини включає 136 видів плазунів.

## Клас:Плазуни(Reptilia)
| Українська назва      | Біноміальна назва                                                                                                   | Родина         | Ряд | Статус ЄЧС/МСОП | Ареал проживання | Зображення           | Виноски     |
| --------------------- | --- | -------------- | --- | --- | --- | -------------------- | ----------- |
| Агама кавказька       | Laudakia caucasia (Eichwald, 1831)                                                                                  | Agamidae       |     | LC | Трапляється на північному сході Туреччини (Східна Анатолія), поблизу кордонів з Іраном, Вірменією та Грузією. Плазун полюбляє грітися на сонечку на скелях, осипах, кам'яних брилах, ховається серед щілин у гірських породах, часом його можна зустріти і серед рідких лісів на схилах гір. |                      | [ 2 ] [ 3 ] |
| Агама турецька        | Laudakia stellio (Linnaeus, 1758)                                                                                   | Agamidae       | LC  | За винятком європейської та східних частин країни, агама широко поширена по всій Туреччині. Ареали проживання подібні на такі, які полюбляє L. caucasica. | | [ 4 ] [ 5 ]          |             |
| [ комент. 1 ]         | Phrynocephalus horvathi Méhely, 1894                                                                                | Agamidae       | CR  | Трапляється на самому сході Туреччини, на кордоні з Вірменією, у долині річки Аракс. Надають перевагу напівпустельним місцинам з такирним рельєфом та бідною ксерофільною рослинністю, піскам, іноді орним ділянкам. | | [ 6 ] [ 7 ]          |             |
| Агама руїнна          | Trapelus ruderatus (Olivier, 1804)                                                                                  | Agamidae       | LC  | Трапляється у центральній та південно-східній частинах країни у типових для агам пустелях, напівпустелях та степах. | | [ 9 ] [ 10 ]         |             |
| Веретільниця східна   | Anguis colchica (Nordmann, 1840)                                                                                    | Anguidae       | -   | Ящірка трапляється у Фракії та на півночі азійської частини, уздовж усього чорноморського узбережжя. Життєдіяльність насамперед пов'язана з лісом: зустрічається на узліссях чи лісових галявинах. Також її можна зустріти на луках та серед чагарників (маквісів).                                                               | | [ 11 ] [ 12 ]        |             |
| Жовтопузик            | Pseudopus apodus (Pallas, 1775)                                                                                     | Anguidae       | LC  | Трапляється у Мармуровоморському та Егейському регіонах, переривчасто уздовж південного узбережжя країни, на самому сході країни, поблизу Вірменії та на південному сході біля Сирії. | | [ 13 ] [ 14 ]        |             |
|                       | Blanus alexandri Sindaco, Kornilios, Sacchi et Lymberakis, 2014                                                     | Blanidae       | -   | Раніше вважався одним із підвидів («найбільш східним») B. strauchi. Трапляється на сході країни (Хатай, Адана, Газіантеп, Ширнак). Оселища ідентичні до тих, де мешкає двохідка анатолійська. | | [ 15 ]               |             |
|                       | Blanus aporus Werner, 1898                                                                                          | Blanidae       | -   | Раніше вважався одним із підвидів («східним») B. strauchi. Приблизні географічні межі поширення простягаються південним узбережжям Малої Азії від Кашу та Антальї аж по Козан. Оселища ідентичні до тих, де мешкає двохідка анатолійська.                                                                                         | | [ 15 ]               |             |
| Двохідка анатолійська | Blanus strauchi (Bedriaga, 1884)                                                                                    | Blanidae       | LC  | Уздовж середземноморського узбережжя, від заходу країни (Егейський регіон) приблизно по міста Каш та Анталья. Трапляється у місцинах з бідною рослинністю та вогкими ґрунтами, у які вона полюбляє закопуватися. | | [ 15 ] [ 16 ] [ 17 ] |             |
| Удавчик західний      | Eryx jaculus (Linnaues, 1758)                                                                                       | Boidae         | LC  | Трапляється на заході, півдні, південному сході та сході країни. Змії до вподоби посушливі і піщані території у степах та напівпустелях з чагарниковою рослинністю та пухким ґрунтом, у який вона охоче закопується. | | [ 18 ] [ 19 ]        |             |
| Хамелеон звичайний    | Chamaeleo chamaeleon (Linnaues, 1758)                                                                               | Chamaeleonidae | LC  | Починаючи південною частиною егейського узбережжя, хамелеон далі поширений уздовж Середземного моря. Полюбляє тепло, але не цурається вологи, переважно живе на деревах. | | [ 20 ] [ 21 ]        |             |
| Мідянка звичайна      | Coronella ausriaca Laurenti, 1768                                                                                   | Colubridae     | LC  | Наявна у європейській частині. В азійській трапляється уздовж чорноморського узбережжя та в центрі країни. Заселяє різноманітні місцини, починаючи узліссями та рідколіссям, закінчуючи пісчасними узбережжями. | | [ 22 ] [ 23 ]        |             |
| Полоз жовточеревий    | Dolichophis caspius (Gmelin, 1789)                                                                                  | Colubridae     | LC  | Трапляється у Фракії, західній, північній та південній областях азійської частини. Змію можна зустріти у посушливих рівнинних місцинах (степ), серед чагарників (маквіс), також серед рідколісся, на скелястих схилах гір чи добре прогрітих кам'янистих берегах водойм, серед сільськогосподарських угідь (напр. виноградників). | | [ 24 ] [ 25 ]        |             |
|                       | Dolichophis jugularis (Linnaeus, 1758)                                                                              | Colubridae     | LC  | Від Ізміру уздовж півдня країни аж по південно-східні регіони. Трапляється у різноманітних місцях, наприклад, на луках, серед рідколісся чи чагарників, на силах скель, поблизу боліт, серед виноградників та у фруктових садах.                                                                                                  | | [ 26 ] [ 27 ]        |             |
|                       | Dolichophis schmidti (Nikolsky, 1909)                                                                               | Colubridae     | LC  | Уся центральна, східна та південно-східна частини країни. Полюбляє теплі та посушливі кам'янисті місцини, як-от річкові береги чи скелясті схили, пустельні місцини, сільськогосподарські угіддя, як-от виноградники. | | [ 28 ] [ 29 ]        |             |
|                       | Eirenis aurolineatus (Venzmer, 1919)                                                                                | Colubridae     | LC  | Ареал змії розташований у межах провінцій Адана та Мерсін, насамперед у їхніх гірських частинах: південних схилах гірського хребта Болкар та західній частині Таврських гір. Оселища подібні до таких у E. modestus, який є генетично найближчим до неї видом.                                                                    | | [ 30 ] [ 31 ]        |             |
|                       | Eirenis barani (Schmidtler, 1988)                                                                                   | Colubridae     |     | | |                      |             |
|                       | Eirenis collaris (Ménétries, 1832)                                                                                  | Colubridae     |     | | |                      |             |
|                       | Eirenis coronelloides (Jan, 1862)                                                                                   | Colubridae     |     | | |                      |             |
|                       | Eirenis decemlineatus (Duméril, Bibron et Duméril, 1854)                                                            | Colubridae     |     | | |                      |             |
|                       | Eirenis hakkariensis (Schmidtler et Eiselt, 1991)                                                                   | Colubridae     |     | | |                      |             |
|                       | Eirenis levantinus (Schmidtler, 1993)                                                                               | Colubridae     |     | | |                      |             |
|                       | Eirenis lineomaculatus (Schmidt, 1939)                                                                              | Colubridae     |     | | |                      |             |
| Ейреніс сумирний      | Eirenis modestus (Martin, 1838)                                                                                     | Colubridae     |     | | |                      |             |
|                       | Eirenis occidentalis Rajabizadeh, Nagy, Adriaens, Avci, Masroor, Schmidtler, Nazarov, Esmaeili et Christiaens, 2015 | Colubridae     |     | | |                      |             |
|                       | Eirenis punctatolineatus (Boettger, 1892)                                                                           | Colubridae     |     | | |                      |             |
|                       | Eirenis rothii (Jan, 1863)                                                                                          | Colubridae     |     | | |                      |             |
|                       | Eirenis thospitis (Schmidtler et Lanza, 1990)                                                                       | Colubridae     |     | | |                      |             |
|                       | Elaphe dione (Pallas, 1773)                                                                                         | Colubridae     |     | | |                      |             |
|                       | Elaphe sauromates (Pallas, 1811)                                                                                    | Colubridae     |     | | |                      |             |
|                       | Elaphe urartica Jablonski, Kukushkin, Avci, Bunyatova, Ilgaz, Tuniyev et Jandzik, 2019                              | Colubridae     |     | | |                      |             |
|                       | Hemorrhois nummifer (Reuss, 1834)                                                                                   | Colubridae     |     | | |                      |             |
|                       | Hemorrhois ravergieri (Ménétries,1832)                                                                              | Colubridae     |     | | |                      |             |

- Підряд: Ящірки (Lacertilia)

- Родина: Ящіркові (Lacertidae)
  - Рід: Acanthodactylus
    - Acanthodactylus boskianus
    - Acanthodactylus harranensis
    - Acanthodactylus schreiberi

  - Рід: Anatololacerta
    - Anatololacerta anatolica
    - Anatololacerta danfordi

  - Рід: Apathya
    - Apathya cappadocica

  - Рід: Скельна ящірка (Darevskia) 
    - Ящірка вірменська (Darevskia armeniaca)
    - Darevskia bendimahiensis
    - Darevskia brauneri
    - Ящірка турецька (Darevskia clarkorum)
    - Ящірка артвінська (Darevskia derjugini)
    - Ящірка чарнальська (Darevskia dryada)
    - Ящірка аджарська (Darevskia mixta)
    - Darevskia parvula
    - Ящірка лучна (Darevskia praticola)
    - Ящірка азербайджанська (Darevskia raddei)
    - Ящірка грузинська (Darevskia rudis)
    - Darevskia sapphirina
    - Ящірка скельна (Darevskia saxicola)
    - Darevskia unisexualis
    - Darevskia uzzelli
    - Ящірка Валентина (Darevskia valentini)

  - Рід: Ящурка (Eremias)
    - Ящурка піщана (Eremias arguta)
    - Ящурка закавказька (Eremias pleskei)
    - Ящурка Штрауха (Eremias strauchi)
    - Eremias suphani

  - Рід: Ящірка (Lacerta) 
    - Ящірка прудка (Lacerta agilis)
    - Середня ящірка (Lacerta media)
    - Lacerta oertzeni
    - Lacerta pamphylica
    - Ящірка смугаста (Lacerta strigata)
    - Ящірка трилінійна (Lacerta trilineata)
    - Ящірка зелена (Lacerta viridis)

  - Рід: Месаліна (Mesalina )
    - Mesalina brevirostris

  - Рід: Змієголовка (Ephisops )
    - Змієголовка красива (Ephisops elegans)

  - Рід: Parvilacerta
    - Parvilacerta parva

  - Рід: Phoenicolacerta
    - Phoenicolacerta cyanisparsa
    - Phoenicolacerta laevis

  - Рід: Стінна ящірка (Podarcis) 
    - Ящірка мурова (Podarcis muralis)
    - Podarcis siculus
    - Ящірка кримська (Podarcis tauricus)

  - Рід: Тімон (Timon )
    - Timon princeps

#### Підряд:Сцинкоподібні(Scincomorpha)
- Родина: Сцинкові Scincidae
  - Рід: Ablepharus
    - Ablepharus bivittatus
    - Ablepharus budaki
    - Ablepharus chernovi
    - Гологолов європейський (Ablepharus kitaibelii)

  - Рід: Сцинки веретеноподібні (Chalcides) 
    - Європейський веретеноподібний сцинк (Chalcides ocellatus)

  - Рід: Сцинки довгоногі (Eumeces) 
    - Звичайний довгоногий сцинк (Eumeces schneiderii)

  - Рід: Змієящірка (Ophiomorus) 
    - Ophiomorus punctatissimus

  - Рід: Heremites
    - Heremites auratus

  - Рід: Африканські мабуї (Trachylepis) 
    - Trachylepis vittata

#### Підряд:Scleroglossa(гекони)
- Родина: Геконові (Gekkonidae) 
  - Рід: Тонкопалі гекони (Cyrtopodion) 
    - Cyrtopodion heterocercum
    - Гекон середземноморський (Cyrtopodion kotschyi)
    - Cyrtopodion scabrum

  - Рід: Eublepharis
    - Іранський еублефар (Eublepharis angramainyu)

  - Рід: Гекони напівпалі (Hemidactylus) 
    - Гекон турецький напівпалий (Hemidactylus turcicus)

  - Рід: Гекони короткопалі (Stenodactylus) 
    - Stenodactylus grandiceps
- Родина: Phyllodactylidae
  - Рід: Asaccus
    - Asaccus elisae

#### Підряд:Змії(Serpentes)
- Родина: Сліпуни (Typhlopidae)
  - Рід: Letheobia
    - Letheobia episcopus

  - Рід: Сліпун (Typhlops)
    - Сліпун червоподібний (Typhlops vermicularis)
- Родина: Стрункі сліпуни (Leptotyphlopidae)
  - Рід: Myriopholis
    - Myriopholis macrorhyncha

- Родина: Полозові (Colubridae)
  - Рід: Мідянка (Coronella)
    - Мідянка звичайна (Coronella austriaca)

  - Рід: Полоз-доліхофіс (Dolichophis)
    - Полоз жовточеревий (Dolichophis caspius)
    - Полоз великий (Dolichophis jugularis)
    - Полоз Шмідта (Dolichophis schmidti)

  - Рід: Ейреніс (Eirenis)
    - Eirenis aurolineatus
    - Eirenis barani
    - Ейреніс комірцевий (Eirenis collaris)
    - Eirenis coronella
    - Eirenis decemlineatus
    - Eirenis eiselti
    - Eirenis hakkariensis
    - Eirenis levantinus
    - Eirenis lineomaculatus
    - Ейреніс сумирний (Eirenis modestus)
    - Ейреніс вірменський (Eirenis punctatolineatus)
    - Eirenis rothii
    - Eirenis thospitis

  - Рід: Полоз-елаф (Elaphe)
    - Полоз сарматський (Elaphe sauromates)

  - Рід: Hemorrhois
    - Полоз свинцевий (Hemorrhois nummifer)
    - Полоз різнобарвний (Hemorrhois ravergieri)

  - Рід: Змія ящіркова (Malpolon)
    - Ящіркова змія звичайна (Malpolon monspessulanus)

  - Рід: Muhtarophis
    - Muhtarophis barani

  - Рід: Вуж (Natrix)
    - Вуж колхидський (Natrix megalocephala)
    - Вуж звичайний (Natrix natrix)
    - Вуж водяний (Natrix tessellata)

  - Рід: Пласкоголовий полоз (Platyceps)
    - Platyceps collaris
    - Полоз оливковий (Platyceps najadum)
    - Platyceps ventromaculatus

  - Рід: Pseudocyclophis
    - Псевдоциклофіс перський (Pseudocyclophis persicus)

  - Рід: Ринхокаламус (Rhynchocalamus)
    - Ринхокаламус чорноголовий (Rhynchocalamus melanocephalus)

  - Рід: Лусколобий полоз (Spalerosophis)
    - Полоз діадемовий (Spalerosophis diadema)

  - Рід: Котяча змія (Telescopus)
    - Котяча змія кавказька (Telescopus fallax)
    - Telescopus nigriceps

  - Рід: Полоз-заменіс (Zamenis)
    - Полоз закавказький (Zamenis hohenackeri)
    - Полоз ескулапів (Zamenis longissimus)
    - Полоз леопардовий (Zamenis situla)
- Родина: Аспідові (Elapidae)
  - Рід: Пустельна кобра єгипетська (Walterinnesia)
    - Walterinnesia morgani
- Родина: Гадюкові (Viperidae)
  - Рід: Велетенська гадюка (Macrovipera)
    - Гюрза

  - Рід: Гірська гадюка (Montivipera)
    - Гадюка анатолійська (Montivipera albizona)
    - Гадюка Радде (Montivipera raddei)
    - Vipera wagneri
    - Гадюка османська (Montivipera xanthina)

  - Рід: Несправжня рогата гадюка (Pseudocerastes)
    - Гадюка перська (Pseudocerastes persicus)

  - Рід: Гадюка (Vipera)
    - Гадюка носата (Vipera ammodytes)
    - Vipera barani
    - Гадюка звичайна (Vipera berus)
    - Гадюка Даревського (Vipera darevskii)
    - Гадюка вірменська (Vipera eriwanensis)
    - Кавказька гадюка (Vipera kaznakovi)
    - Vipera pontica
    - Гадюка закавказька (Vipera transcaucasiana)
    - Vipera ursinii

### Ряд:Черепахи(Testudines)

#### Підряд:Cryptodira
- Родина: Безщиткові черепахи (Dermochelyidae)
  - Рід: Шкіряста черепаха (Dermochelys)
    - Шкіряста черепаха (Dermochelys coriacea)
- Родина: Морські черепахи (Cheloniidae)
  - Рід: Довгоголова морська черепаха (Caretta)
    - Довгоголова морська черепаха (Caretta caretta)

  - Рід: Зелена черепаха (Chelonia)
    - Зелена черепаха (Chelonia mydas)
- Родина: Прісноводні черепахи (Emydidae)
  - Рід: Болотні черепахи (Emys)
    - Болотна черепаха європейська (Emys orbicularis)
- Родина: Азійські прісноводні черепахи (Geoemydidae)
  - Рід: Водяні черепахи (Mauremys)
    - Каспійська черепаха (Mauremys caspica)
    - Mauremys rivulata
- Родина: Трикігтеві черепахи (Trionychidae)
  - Рід: Велетенський трионікс (Rafetus)
    - Трионікс євфратський (Rafetus euphraticus)

  - Рід: Trionyx
    - Трионікс африканський (Trionyx triunguis)
- Родина: Суходільні черепахи (Testudinidae)
  - Рід: Європейські сухопутні черепахи (Testudo)
    - Черепаха грецька (Testudo graeca)
    - Черепаха Германа (Testudo hermanni)
    - Черепаха облямована (Testudo marginata)